# 丽谢尔·斯蒂芬斯
丽谢尔·斯蒂芬斯（英語：Richelle Stephens，1996年7月22日—）生于加利福尼亚州福尔布鲁克，是一名美国女子橄榄球运动员。她在14岁时首次接触橄榄球，当时她的朋友邀请她一起玩橄榄球，后来她也邀请自己的双胞胎兄弟Rickey一起玩橄榄球。她曾随国家青年七人制橄榄球队出战2014年南京青奥，获得第四名，随后不久她在青奥闭幕式上担任美国代表团旗手。她后来进入林登伍德大学就读，并加入该校的橄榄球队。